# 大塚紀男
大塚 紀男（おおつか のりお、1950年7月5日 - ）は、日本の経営者。日本精工社長、会長を務めた。

## 来歴・人物
東京都出身。1973年に慶應義塾大学経済学部を卒業し、同年に日本精工に入社した。2002年に常務に就任し、2004年に専務、2007年に副社長を経て、2009年6月に社長に就任。2015年6月には会長に就任。
2020年11月に旭日重光章を受章した。